# 722063 Andrasz
722063 Andrasz este o planetă minoră (asteroid) din centura de asteroizi. A fost descoperită pe 3 mai 2013 la  de . 
Obiectul prezintă o orbită caracterizată de o semiaxă mare de 2,3534710960394 UAi, o excentricitate de 0,12800043115827, o înclinație de 5,0243897617762 ° în raport cu ecliptica.